# Carnitină
Carnitina (acid β-hidroxi-γ-N-trimetilaminobutiric, 3-hidroxi-4-N,N,N-trimetilaminobutirat) este un compus de amoniu cuaternar implicat în metabolismul majorității mamiferelor, plantelor și al unor specii bacteriene. Carnitina se regăsește sub forma a doi izomeri, D-carnitina și L-carnitina, compuși optic activi. La temperatura camerei, carnitina este întâlnită sub formă de pulbere albă și este un zwitterion solubil în apă, cu toxicitate scăzută. În organismul animal, singura formă regăsită este enantiomerul L, deoarece forma D este toxică prin efectul său de inhibare al formei L.
Cantitatea de carnitină din corp se poate datora aportului exogen, însă organismul are și capacitatea de o biosintetiza pornind de la lizină. Rolul principal al carnitinei este implicarea sa în metabolismul lipidic, în producerea de energie, întrucât aceasta este un transportor al acizilor grași cu catenă lungă prin membrana mitocondrială, în vederea degradării acestora la butiril-CoA și propionil-CoA în matricea mitocondrială. În unele condiții (de exemplu, genetice sau patologice), corpul nu prezintă această capacitate de biosinteză a carnitinei, ceea ce presupune că pentru aceste persoane carnitina este un nutrient condiționat-esențial.

## Biosinteză și metabolism
Multe organisme eucariote, inclusiv corpul uman, prezintă abilitatea de biosinteză a carnitinei. În organismul uman, biosinteza carnitinei se face având ca substrat 6-N-trimetillizina (TML), un produs derivat prin metilarea aminoacidului lizină. TML este apoi hidroxilată la hidroximetillizină (HTML) în prezența trimetillizin-dioxigenazei (o enzimă dependentă de prezența de fier și acid ascorbic). HTML este degradată de HTML-aldolază, când se obține 4-trimetilaminobutiraldehida (TMABA) și glicină. TMABA este apoi dehidrogenată la gama-butirobetaină printr-o reacție NAD+-dependentă, catalizată de TMABA-dehidrogenază, care în final este hidroxilată la L-carnitină cu ajutorul gama-butirobetain-hidroxilazei.